# Календарний метод

Схематичне зображення менструального циклу: червоний — менструація, фіолетовий — період фертильності, зелений — нефертильний період

Календарний метод контрацепції, також метод Огіно-Кнауса — метод природного планування сім'ї, що полягає в обчисленні ймовірної дати овуляції і утримання від сексу в фертильні дні. Цей же метод може використовуватися і у зворотному призначенні, тобто, у фертильні дні забезпечуються статеві зносини, щоб зачати дитину. 
Календарний метод є одним з найбільш ненадійних методів контрацепції — індекс Перля становить від 9 до 40 (кількість жінок зі 100, які користувалися цим методом, але завагітніли). Для прихильників природних методів контрацепції найкращою альтернативою є симптотермальний метод, що заснований на більш точному визначенні овуляції за допомогою спостереження за змінами базальної температури і консистенції цервікального слизу. 

## Опис методу Огіно-Кнауса
Тривалість життя сперматозоїдів у вагіні становить лише кілька годин, у той час як у шийці матки — 2-3 доби, у деяких випадках до тижня. Яйцеклітина може бути запліднена протягом 24-х годин після її виходу з яєчника (овуляції). 
Для успішного застосування календарного методу контрацепції слід вести календар менструальних циклів протягом року. Календарний метод не підходить жінкам із нерегулярними менструальними циклами. 
За методом Огіно-Кнауса фертильні дні, тобто сприятливі для запліднення, можна розрахувати за формулою: 
- початок фертильного періоду = тривалість найкоротшого з циклів мінус 18 днів,
- кінець фертильного періоду = тривалість найдовшого з циклів мінус 11 днів.

Наприклад, спостереження за останніми 12 циклами дали такі результати: найкоротший цикл — 26 днів, найтриваліший — 32 дні. Таким чином, дні з 8 по 21 день циклу (1-м днем циклу вважається перший день менструації) є сприятливими для запліднення. З метою запобігання вагітності в ці дні слід утриматися від статевих актів або використовувати додаткові методи контрацепції, наприклад, презервативи. З 1 по 8 день і з 21 дня до кінця циклу — не сприятливі для запліднення.

## Історія
Метод отримав назву відповідно до імені японського гінеколога Кюсаку Огіно та австрійського гінеколога Германа Кнауса. Огіно розробив у 1920-х рр. метод для розрахунку сприятливих для зачаття днів при плануванні вагітності. Він вказував на його ненадійність і тому не рекомендував його як метод контрацепції. Австрієць Кнаус дещо допрацював метод для використання його в якості методу запобігання вагітності і представив його вперше на конгресі акушерів-гінекологів у Ляйпциґу в 1928 році.
У 1951 році папа римський Пій XII назвав метод Огіно-Кнауса єдиним з можливим методів контрацепції для прихильників римсько-католицької церкви. Завдяки цьому факту та через значну ненадійність методу, календарний метод також іноді називають «ватиканською рулеткою».

## Критика
- метод не підходить жінкам з нерегулярними менструальними циклами, оскільки неможливо розрахувати дату овуляції заздалегідь без використання додаткових способів;
- у деяких випадках сперматозоїди можуть залишатися життєдіяльними більш тривалий період часу — у разі, якщо цикли досить короткі, це може привезти до вагітності навіть під час статевих контактів під час менструації;
- індекс Перля методу становить 9-40.

## Застосування
На основі календарного методу австрійська лікарка-гінеколог Марія Хенгстбергер розробила так зване «контрацептивне намисто» для жінок з країн третього світу, які не мають грошей для купівлі контрацептивних засобів. Намисто складається з намистин різних кольорів середньою кількістю як тривалість менструального циклу носійки намиста. Перші 3-5 намистин пофарбовані в червоний колір і позначають менструацію. У середині намиста розташовані блакитні намистини (асоціація з водою, плодючістю), що позначають дні, коли слід утриматися від сексу. Усі інші намистини пофарбовані в жовтий колір («посуха») і позначають період неплідності. На намисто вдягається невелике гумове кільце, яке слід щодня пересувати на наступну намистину. Таким чином жінка може розпізнати, у якій фазі циклу вона зараз перебуває і відповідно скоригувати своє сексуальне життя. 
Також набули поширення комп'ютерні програми для розрахунку менструації, які автоматично вираховують «небезпечний» період на основі останніх циклів.